# Santiuste de San Juan Bautista
Santiuste de San Juan Bautista – gmina w Hiszpanii, w prowincji Segowia, w Kastylii i León, o powierzchni 45,57 km². W 2011 roku gmina liczyła 636 mieszkańców.